# Joost Schmidt
Joost Schmidt (1893-1948) foi um professor de Bauhaus e mais tarde professor no Colégio de arte visual em Berlim.
Ele foi um designer gráfico de tipográfia gráfica e é mais conhecido para projetar o famoso cartaz para a exposição 1923 de BauHaus em Weimar, Alemanha.
Joost foi um dos três filhos e suportou uma educação difícil. E ele prosseguiu seu trabalho como um designer gráfico, apesar de muita resistência dos Nazis.

## Galleri

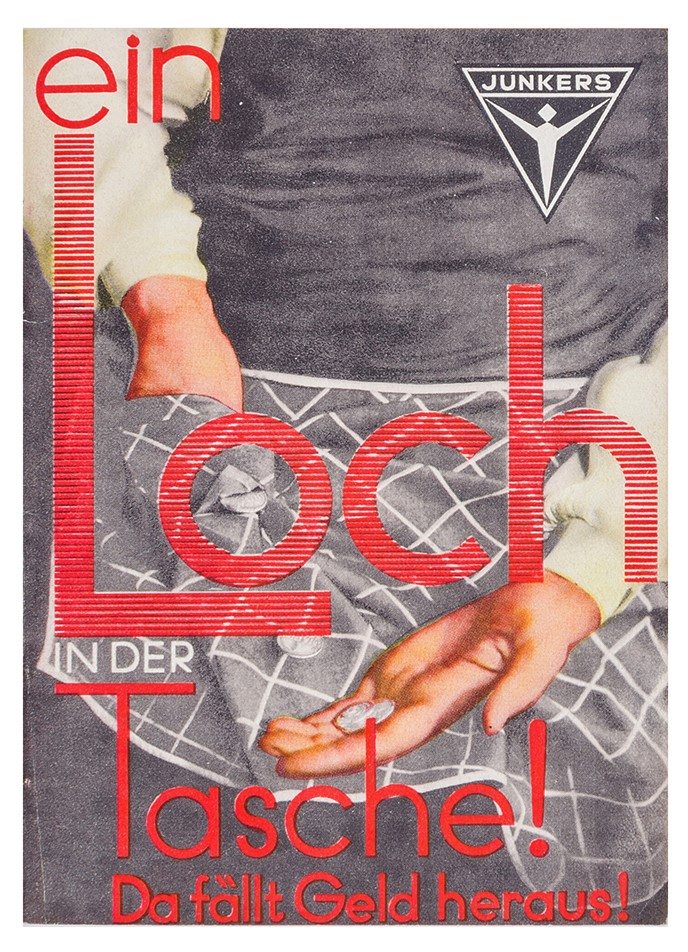
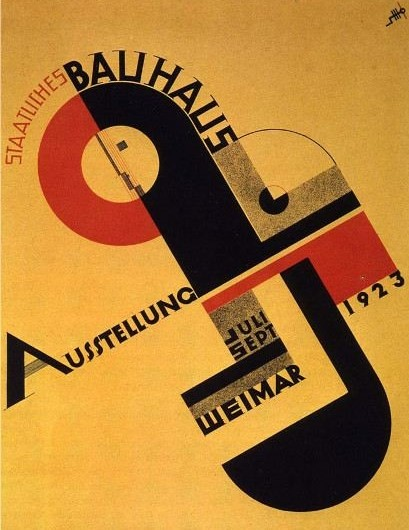
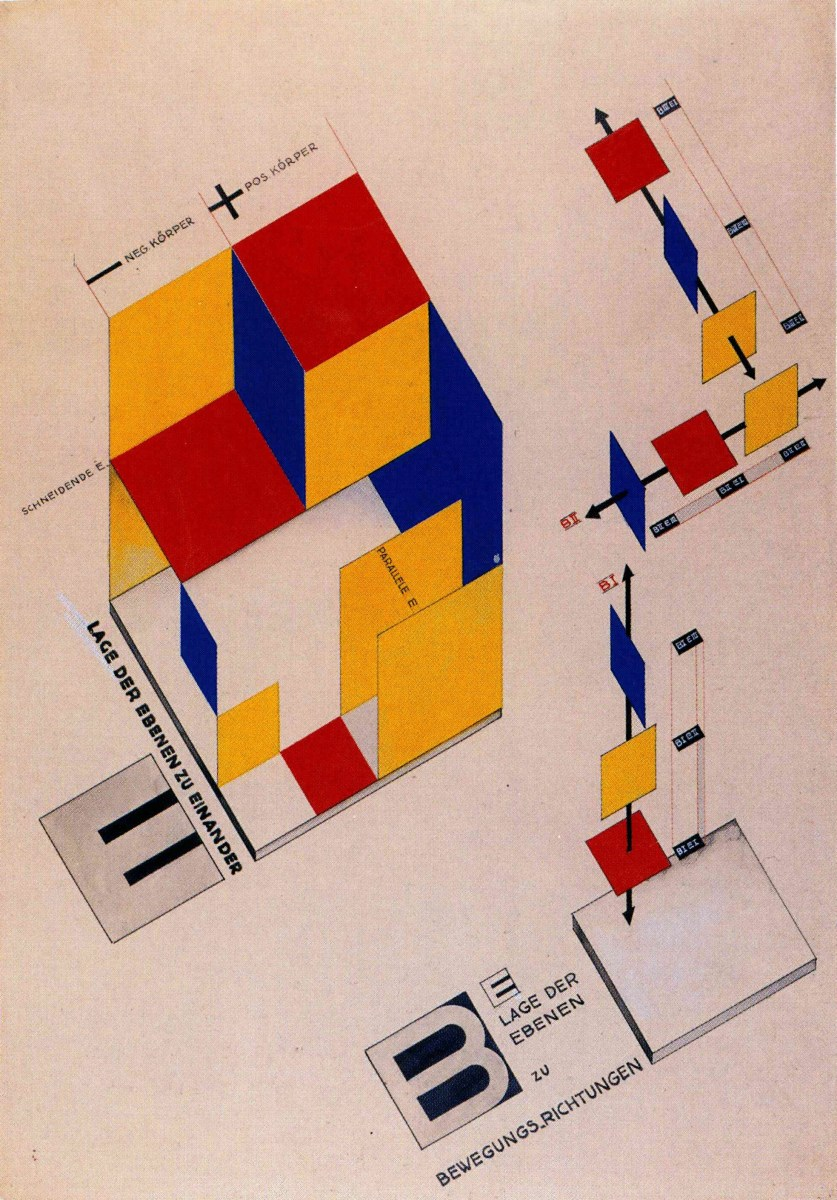
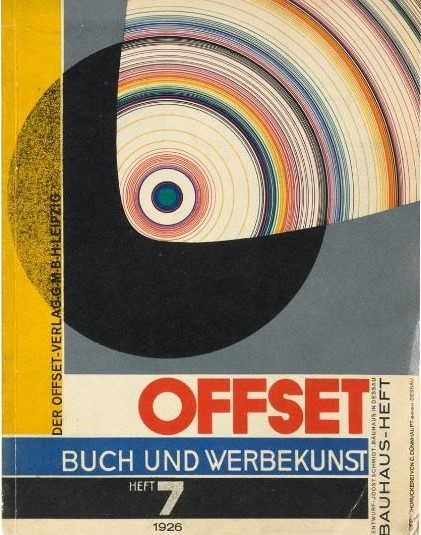